# かとうゆかり
かとうゆかり（1964年5月3日 - ）は、主に1980年代に活躍した日本の元歌手、元タレント。本名、加藤 ゆかり。
所属していた事務所は「安本エージェンシー」。

## 来歴・人物
愛知県春日井市出身。明治大学付属中野高等学校卒業。公表されていたサイズは身長161cm、B85cm、W59cm、H88cm。血液型O型。
東京・六本木のライブハウス「ケントス」を拠点として歌手活動を行い、ステージでの実力を付けた後、1982年8月25日にCBSソニーよりシングル『シュガーぬきのSaturday Night』でメジャーデビュー。
当時（1980年代）の音楽よりも60年代ポップスが好きとして、ライブハウスでも60年代ポップスをよく歌っていた。その他、パチンコ、音楽鑑賞が趣味と公言していたことがある。
2018年から映像コンテンツ権利処理機構に連絡のとれない権利者として掲載されている。

## ディスコグラフィー

### シングル
| 発売日         | レーベル  | 面 | タイトル                     | 作詞                                                      | 作曲                               | 編曲     | 備考 |
| -------------- | --------- | -- | ---------------------------- | --------------------------------------------------------- | ---------------------------------- | -------- | --- |
| 1982年8月25日  | CBSソニー | A  | シュガーぬきのSaturday Night | 篠塚満由美                                                | 渡辺敬之                           | 渡辺敬之 | |
| 1982年8月25日  | CBSソニー | B  | September Rainbow            | 篠塚満由美                                                | 亀井登志夫                         | 鷺巣詩郎 | |
| 1982年         | CBSソニー | A  | 放課後ロック                 | Howard Greenfield, Louis St. Louis 篠塚満由美（日本語詞） | Howard Greenfield, Louis St. Louis | 大谷和夫 | 放課後ロックは、映画『グリース2』の主題歌であった フォー・トップス『Back To School Again』の 日本語カバー曲。 |
| 1982年         | CBSソニー | B  | Knock Out Boogie             | 福本ゆみ                                                  | 亀井登志夫                         | 鷺巣詩郎 | 放課後ロックは、映画『グリース2』の主題歌であった フォー・トップス『Back To School Again』の 日本語カバー曲。 |
| 1983年4月1日   | CBSソニー | A  | 熱風半球                     | ちあき哲也                                                | 渡辺敬之                           | 渡辺敬之 | 熱風半球は、東亜国内航空「'83 コーラルアイランド」 キャンペーンソング。                                       |
| 1983年4月1日   | CBSソニー | B  | やめないでDancing            | 福本ゆみ                                                  | 渡辺敬之                           | 渡辺敬之 | 熱風半球は、東亜国内航空「'83 コーラルアイランド」 キャンペーンソング。                                       |
| 1983年         | CBSソニー | A  | ダイナマイト・チャンス       | 篠塚満由美                                                | 亀井登志夫                         | 大谷和夫 | ダイナマイト・チャンスは、TBS系テレビドラマ 『胸キュン探偵団』オープニング主題歌。                            |
| 1983年         | CBSソニー | B  | 夕闇You&Me                   | 田口俊                                                    | 渡辺敬之                           | 渡辺敬之 | ダイナマイト・チャンスは、TBS系テレビドラマ 『胸キュン探偵団』オープニング主題歌。                            |
| 1985年11月21日 | CBSソニー | A  | Stay                         | SEYMOUR                                                   | いけたけし                         | 新川博   | Stayは、かとうゆかり本人が出演していたのTBS系 テレビドラマ『ポニーテールはふり向かない』挿入歌。              |
| 1985年11月21日 | CBSソニー | B  | Gotcha!                      | SANDI                                                     | 内藤綾子                           | 新川博   | Stayは、かとうゆかり本人が出演していたのTBS系 テレビドラマ『ポニーテールはふり向かない』挿入歌。              |

### アルバム
「Shaking Memory」（CBSソニー　1982年9月22日／LP:28AH1459）
- SIDE A

1. ダイナマイトに火をつけて
作詞：篠塚満由美/作曲：亀井登志夫／編曲：大谷和夫
※4thシングル「ダイナマイト・チャンス」の歌詞違いバージョン。
2. 夕闇You&Me
作詞：田口俊/作曲・編曲：渡辺敬之
3. ルート・涙・セブンティーン
作詞：田口俊/作曲：加藤和彦／編曲：大谷和夫
4. 失恋エキスプレス
作詞：篠塚満由美/作曲：亀井登志夫／編曲：大谷和夫
5. Knock Out Boogie
作詞：福本ゆみ/作曲：亀井登志夫／編曲：鷺巣詩郎

- SIDE B

1. 恋するカレンダーガール
作詞：福本ゆみ/作曲・編曲：渡辺敬之
2. September Rainbow
作詞：篠塚満由美/作曲：亀井登志夫／編曲：鷺巣詩郎
3. 今夜どっきりTAKE OUT
作詞：福本ゆみ/作曲・編曲：渡辺敬之
4. アバンチュールに御用心
作詞：田口俊/作曲：加藤和彦/編曲：大谷和夫
5. シュガーぬきのSaturday Night
作詞：篠塚満由美/作曲・編曲：渡辺敬之

「Shaking Memory +6 ～オール・ソングス・コレクション」（Sony Music Direct 2009年11月10日/DYCL-169/09.11.10)
- CD再発版。以上の10曲にボーナス・トラックとして以下の6曲を追加した内容。

1. 放課後ロック（Back To School Again）
作詞：Howard Greenfield, Louis St. Louis/日本語詞：篠塚満由美／作曲：Howard Greenfield, Louis St. Louis/編曲：大谷和夫
2. 熱風半球
作詞：ちあき哲也/作曲・編曲/渡辺敬之
3. やめないでDancing
作詞：福本ゆみ/作曲・編曲/渡辺敬之
4. ダイナマイト・チャンス
作詞：篠塚満由美/作曲：亀井登志夫/編曲：大谷和夫
5. Stay
作詞：SEYMOUR/作曲：いけたけし/編曲：新川博
6. Gotcha!
作詞：SANDI/作曲：内藤綾子/編曲：新川博

## 出演

### テレビドラマ
- 不良少女とよばれて（1984年、TBS、大映テレビ）- 辻村晴子 役
- ポニーテールはふり向かない（1985年、TBS、大映テレビ）- 羽川令子 役
- 連続テレビ小説 チョッちゃん第72回（1987年、NHK総合）- 女
- ドラマ人間模様『魚河岸ものがたり』（1987年、NHK総合）- 看護婦 役
- 男と女のミステリー『モンロー殺人事件』（1988年7月1日、フジテレビ）

### テレビバラエティ
- ヤンヤン歌うスタジオ（テレビ東京）- コーナードラマ レギュラー出演[2]
- アップルシティ500（TBS、大映テレビ）

### ラジオ
- 真夜中ギンギラ大放送（ラジオ関西）- 月曜深夜レギュラー[3]。